# Ichtegem
Ichtegem je obec v provincii Západní Flandry v Belgii. Obec leží v arrondissementu Ostende.

## Geografie
Od města Torhout je Ichtegem vzdálen 7 km severozápadně vzdušnou čarou, od Ostende 16 km jihovýchodně, od Brugg 18 km jihozápadně, od Gentu 50 km západně a od Bruselu 98 km severozápadně.

## Obyvatelstvo
K 1. lednu 2017 v obci žilo 13 950 obyvatel na ploše 45,33 km².

## Části obce
Obec Ichtegem sestává z těchto částí:
- Ichtegem
- Eernegem
- Bekegem

## Doprava
Nejbližší výjezdy z dálnice se nacházejí na západě u Gistelu z dálnice A18, na severu u Jabbeke a Brugg z dálnice A10 a u Ruddervoorde a na východě u Lichtervelde z dálnice A17.
Ve městech Zedelgem, Torhout a Kortemark se nacházejí nejbližší regionální nádraží a v Ostende a Bruggách také staví mezinárodní rychlíky.

## Osobnosti
- Richard Depoorter (1915–1948), silniční cyklista